# Halazepam
El halazepam es un derivado de la benzodiazepina que ya no se comercializa en los Estados Unidos. Se ha comercializó bajo el nombre Paxipam o Alapryl, pero fue retirado por su fabricante, Schering Plough, por las bajas ventas. 

## Química farmacológica
Es un derivado trifluoretil del nordazepam. Mientras que su estructura puede ser similar al clordiazepóxido y al diazepam, tiene una menor toxicidad y menor tendencia a causar hostilidad paradójica y agresividad que cualquiera de ellos. Halazepam tiene metabolitos activos de benzodiazepina.

## Acciones
El halazepam posee propiedades ansiolíticas, anticonvulsivas, sedantes y relajantes del músculo esquelético. Es un potenciador de la subunidad del receptor alfa1, alfa2, alfa3 del ácido gamma-aminobutírico. El análisis autorradiográfico de los sitios de benzodiazepinas desplazables con halazepam reveló que el compuesto preferentemente marcó sitios receptores en las regiones del cerebro dominadas por el subtipo de receptor de benzodiazepinas tipo 1. Por lo tanto, halazepam se une preferentemente a receptores de benzodiazepinas tipo 1 en lámina IV de la corteza cerebral, en la zona incerta, sustancia negra y el cerebelo.

## Usos
El  uso médico principal del halazepam es para reducir la ansiedad. Debido a que la droga origina somnolencia, a veces se prescribe para ser tomada antes de acostarse, ayuda conciliar el sueño y la tranquilidad. Un experimento encontró que el compuesto es más eficaz que el clorazepato dipotásico disminuir la ansiedad. Otro estudio encontró que el halazepam puede disminuir la ansiedad de manera significativa en el primer día de la administración. El halazepam también se usa para tratar los síntomas de la abstinencia del alcohol y ha tenido cierto éxito experimental en el alivio de las psicosis esquizofrénicas. Los médicos han observado que el halazepam puede reducir el estrés y la depresión y la epilepsia puede mejorar. Un experimento encontró que el halazepam no aumentó beligerancia a diferencia de algunas drogas de la clase benzodiazepina. Estudios en caninos muestran que en el cuerpo se convierte en el fármaco Nordiazepam y oxazepam, que son también metabolitos del diazepam. Otro estudio informó que el halazepam mostró un mayor efecto sobre la sintomatología ansiolítica en las escalas de Hamilton y de autocalificación.

## Inconvenientes
El compuesto puede reducir la producción de saliva. Con fuertes dosis, las personas mayores a veces experimentan dificultad en la destreza manual y el control muscular; durante un experimento varios ancianos cayeron al suelo. En ciertas pruebas los ratones muestran problemas de memoria después de que el fármaco fue administrado.

## Potencial de abuso
En un experimento algunos alcohólicos tuvieron dificultades para distinguir el halazepam del placebo, un resultado que sugiere que el fármaco tiene un bajo potencial de abuso (ya que los abusadores del alcohol y otras drogas son particularmente susceptibles). En la medida en que el potencial de abuso está relacionado con la intensidad pico y al momento de inicio de los efectos subjetivos descritos como placenteros o agradables, halazepam debe tener un menor potencial de abuso que el diazepam. Sin embargo, el cuerpo de una persona puede desarrollar dependencia física al halazepam, que es un signo tradicional de potencial adictivo. Un grupo de investigadores encontraron síntomas de abstinencia tan leves que un placebo pudo controlarlos.

## Uso en embarazo
Los experimentos con ratas y conejos no han demostrado que el medicamento cause defectos de nacimiento.